# Ellipteroides weiseri
Ellipteroides weiseri är en tvåvingeart som först beskrevs av Alexander 1920.  Ellipteroides weiseri ingår i släktet Ellipteroides och familjen småharkrankar. Inga underarter finns listade i Catalogue of Life.